# Droga wojewódzka nr 471
Droga wojewódzka nr 471 (DW471) – droga wojewódzka o długości 36 km, łącząca Opatówek z wsią Dąbrowa koło miejscowości Dobra. Trasa ta leży na obszarze województwa wielkopolskiego i przebiega przez teren powiatów kaliskiego i tureckiego.

## Ważniejsze miejscowości leżące na trasie DW471
- Opatówek (DK12)
- Sierzchów
- Pietrzyków
- Koźminek
- Dębsko
- Lisków
- Małgów
- Żdżary
- Tokary Pierwsze
- Głuchów
- Dąbrowa